# Partido Verde do Canadá
O Partido Verde do Canadá (em inglês: Green Party of Canada; em francês: Parti vert du Canada) é um partido de política verde do Canadá. A líder do partido a nível federal é Elizabeth May, desde 2022. 
O Partido Verde foi fundado em seis princípios, incluindo sabedoria ecológica, não-violência, justiça social, sustentabilidade, democracia participativa e respeito pela diversidade.

## Ideologia
Os Verdes sempre tiveram facções esquerdistas e centristas que ascenderam em momentos diferentes da história do partido. Muitos Verdes também afirmam que essa análise tradicional do espectro político de esquerda-direita não captura com precisão a orientação ecológica do Partido Verde que não é pragmática ou baseada em princípios. A abordagem ecuménica (expressar afinidades com todas as tendências políticas canadianas e apresentar casos aos eleitores em todas as partes do espectro esquerda-direita) foi defendida por aqueles que acreditam que seu sucesso também pode ser medido pelo grau em que outros partidos adotam políticas do Partido Verde. Com essa medida de sucesso, a adoção de um imposto sobre a emissão de carbono a nível do governo da Colúmbia Britânica, programas de redução de emissões de gases de efeito de estufa e a promoção da Mudança Verde (Imposto) pelo Partido Liberal federal sob o ex-líder Stéphane Dion, indicam que as políticas do Partido Verde estão a ganhar força no Canadá.
A ênfase num tributo ambiental na plataforma de 2004, que favoreceu a redução parcial dos impostos sobre a renda e empresas (aumentando os impostos sobre poluidores e consumidores de energia), criou questões sobre se o Partido Verde ainda estava à esquerda do espectro político, ou se estava a adotar uma abordagem mais ecocapitalista, reduzindo a tributação progressiva em favor da tributação regressiva. Os redatores de políticas do Partido Verde contestaram essa interpretação alegando que quaisquer consequências fiscais "regressivas" não intencionais da aplicação de uma Mudança de Imposto Verde seriam intencionalmente compensadas por alterações nas taxas e categorias de impostos individuais, bem como um reembolso "imposto ecológico" para aqueles que não pagam impostos.
Sob a liderança de Elizabeth May, o Partido Verde começou a receber mais atenção dos media em relação a outras políticas partidárias não diretamente relacionadas ao meio ambiente - por exemplo, apoiando os direitos trabalhistas

### Princípios
O Partido Verde do Canadá é baseado em seis princípios fundamentais que foram adotados na convenção de 2001 dos Global Greens e ratificados em 2012. Esses princípios são:
- Sabedoria ecológica
- Não-violência
- Justiça social
- Sustentabilidade
- Democracia participativa
- Respeito pela diversidade

### Políticas atuais
Durante as eleições de 2019, as políticas propostas pelo Partido Verde incluíram:
- Estabelecer um gabinete interno multipartidário para lidar com as alterações climáticas e limitar o impacto destrutivo da política partidária que frustrou uma forte ação climática por duas décadas. O seu mandato seria garantir que o Canadá faça sua parte para limitar o aquecimento global a um nível que a civilização possa sobreviver e mitigar os impactos das mudanças climáticas sobre os canadenses[7]
- Desenvolver um programa para abordar as emissões de gases de efeito estufa e poluição em parceria com a indústria de frete, companhias de navegação e empresas de entrega. Financiar o redirecionamento de trilhos para cargas e pátios ferroviários longe de áreas povoadas e fortalecer as regras de segurança ferroviária do Canadá dando aos reguladores as ferramentas de que precisam para proteger os bairros de remessas de trem de materiais perigosos.
- Usar o Fundo de Infraestrutura Verde existente, lançar um programa nacional para restaurar zonas de amortecimento naturais ao longo de cursos de  água e sumidouros de carbono por meio de plantio ecologicamente correto de árvores e reconstrução do solo.
- Tornar as nações indígenas parceiras iguais na definição de prioridades políticas nacionais[8]
- Em parceria com os Povos Indígenas, trabalhar para a criação de uma Lei do Tribunal de Terras e Tratados Indígenas para estabelecer um órgão independente que decidirá sobre reivindicações específicas, garantindo que as negociações dos tratados sejam conduzidas e financiadas de forma justa e que as negociações dos tratados e resoluções de reivindicações não resultem em a extinção dos direitos indígenas e de tratados.
- Negociar com os povos indígenas sobre os direitos primários de caça, pesca, captura e extração de madeira em terras tradicionais, especialmente terras sob jurisdição federal, sujeito aos padrões de colheita sustentável e conhecimento ecológico tradicional.
- Incluir representantes das Primeiras Nações, Métis e governos Inuit no Conselho de Governos Canadenses para melhorar a coerência das políticas e otimizar os gastos públicos com respeito às prioridades políticas de ordem superior.
- Garantir que todas as Primeiras Nações, Métis e crianças Inuit tenham acesso a oportunidades educacionais de qualidade com base nas prioridades culturais, políticas e sociais expressas das Primeiras Nações, Métis e governos Inuit, após consulta significativa.
- Implementação de uma renda básica de cidadania[9]
- Eliminação das propinas e perdão das dívidas estudantis federais
- Aumentar o financiamento para todas as organizações de arte e cultura do Canadá, incluindo o Conselho do Canadá para as Artes, o National Film Board e o Telefilm Canada.
- Revisão dos incentivos fiscais para a produção de filmes para garantir que todas as partes do Canadá sejam competitivas e atraentes para a indústria, com incentivos aumentando quando talentos artísticos e técnicos canadenses são empregados.
- Estabelecer uma estratégia nacional de saúde mental[10]
- Reduzir a idade de voto para 16 anos[11]
- Restabelecer a Agência Canadense de Desenvolvimento Internacional (CIDA) com o mandato de fornecer assistência ao desenvolvimento no exterior onde for mais necessária. Elimine a exigência de que a ajuda seja vinculada aos interesses comerciais canadenses no exterior ou à geopolítica estratégica.[12]

## Representantes

### Câmara dos Comuns
- Elizabeth May (2011-presente)
- Bruce Hyer (2013–2015)
- Paul Manly (2019-presente)
- Jenica Atwin (2019-2021)

## Liderança

### Líderes
- Trevor Hancock (1983–1984)[13]
- Seymour Trieger (1984–1988)[13]
- Kathryn Cholette (1988–1990)[13]
- Chris Lea (1990–1996)[13]
- Wendy Priesnitz (1996–1997)[13]

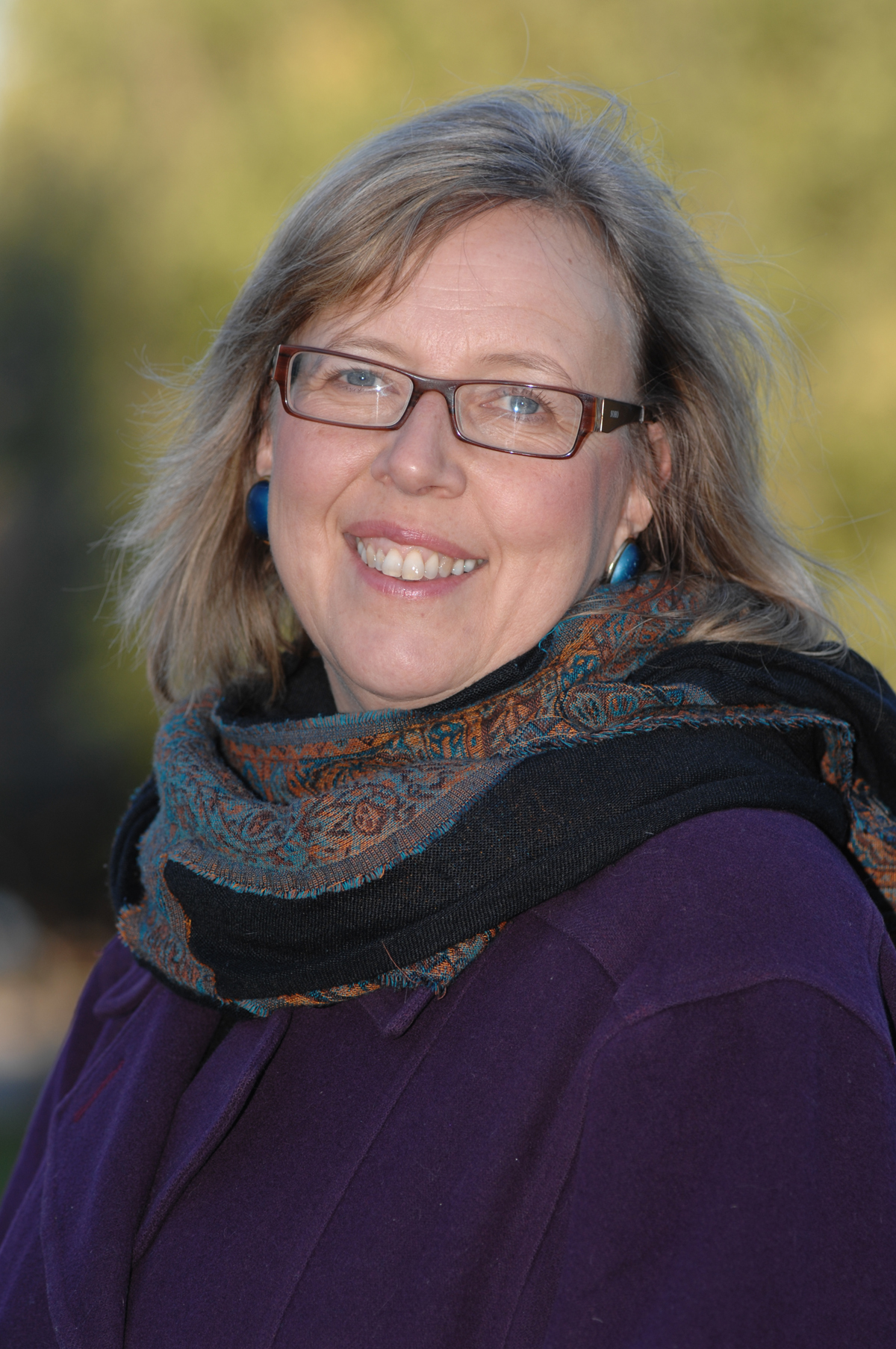
Elizabeth May, primeira líder parlamentar do Partido Verde na Câmara dos Comuns.

- Harry Garfinkle (1997)  (interino)[13]
- Joan Russow (1997–2001)[13]
- Chris Bradshaw (2001–2003)  (interino)[13]
- Jim Harris (2003–2006)[13]
- Elizabeth May (2006–2019)[13]
- Jo-Ann Roberts (2019–2020) (interina)[14]
- Annamie Paul (2020-presente)

### Líderes parlamentares na Câmara dos Comuns
- Elizabeth May (2019-presente)

## Resultados eleitorais

### Eleições legislativas
| Data | Líder           | CI.  | Votos     | %             | +/-  | Deputados | +/-     | Status            | Notas                |
| ---- | --------------- | ---- | --------- | ------------- | ---- | --------- | ------- | ----------------- | -------------------- |
| 1984 | Trevor Hancock  | 7.º  | 26 921    | 0,21 / 100,00 |      | 0 / 282   |         | Extra-parlamentar |                      |
| 1988 | Seymour Trieger | 7.º  | 47 228    | 0,36 / 100,00 | 0,15 | 0 / 295   | Estável | Extra-parlamentar |                      |
| 1993 | Chris Lea       | 10.º | 32 979    | 0,24 / 100,00 | 0,12 | 0 / 295   | Estável | Extra-parlamentar |                      |
| 1997 | Joan Russow     | 6.º  | 55 583    | 0,43 / 100,00 | 0,19 | 0 / 301   | Estável | Extra-parlamentar |                      |
| 2000 | Joan Russow     | 6.º  | 104 402   | 0,81 / 100,00 | 0,38 | 0 / 301   | Estável | Extra-parlamentar |                      |
| 2004 | Jim Harris      | 5.º  | 582 247   | 4,32 / 100,00 | 3,42 | 0 / 308   | Estável | Extra-parlamentar |                      |
| 2006 | Jim Harris      | 5.º  | 665 940   | 4,48 / 100,00 | 0,16 | 0 / 308   | Estável | Extra-parlamentar |                      |
| 2008 | Elizabeth May   | 5.º  | 941 097   | 6,80 / 100,00 | 2,32 | 0 / 308   | Estável | Extra-parlamentar |                      |
| 2011 | Elizabeth May   | 5.º  | 576 221   | 3,91 / 100,00 | 2,89 | 1 / 308   | 1       | Oposição          | Sem estatuto oficial |
| 2015 | Elizabeth May   | 5.º  | 605 637   | 3,45 / 100,00 | 0,46 | 1 / 338   | Estável | Oposição          | Sem estatuto oficial |
| 2019 | Elizabeth May   | 5.º  | 1 189 607 | 6,55 / 100,00 | 3,10 | 3 / 338   | 2       | Oposição          | Sem estatuto oficial |